# Прудишная (деревня)
Прудишная — деревня в Никольском районе Вологодской области.
Входит в состав Нигинского сельского поселения, с точки зрения административно-территориального деления — в Нигинский сельсовет.
Расстояние по автодороге до районного центра Никольска — 23 км, до центра муниципального образования Нигино — 5 км. Ближайшие населённые пункты — Кошелево, Левкин, Горка-Кокуй.
По переписи 2002 года население — 17 человек.